# Janne Haaland Matlary
Janne Haaland Matlary (Mandal, 27 aprile 1957) è una politica e giurista norvegese, docente di politica internazionale presso il Dipartimento di Scienze Politiche dell'Università di Oslo e presso il collegio universitario della Difesa Nazionale Norvegese.
I suoi campi di ricerca principali riguardano la politica estera e di difesa europea e la politica di sicurezza internazionale.

## Biografia
Janne Haaland Matlary è stata Segretario di Stato (viceministro degli Esteri) per gli Affari Esteri della Norvegia, in rappresentanza del Partito Cristiano Popolare nel governo di Kjell Magne Bondevik dal 1997 al 2000. È membro esperto della commissione del parlamento norvegese incaricato di proporre cambiamenti alla Costituzione norvegese per il suo 200º anniversario nel 2014. 
È stata inoltre membro della commissione di difesa nazionale della Norvegia ed è membro del consiglio di amministratori fiduciari del Centro per la pace e per i diritti umani di Oslo. È stata membro norvegese della task force di alto livello per la Bielorussia. È membro del Pontificio consiglio della giustizia e della pace e consulente del Pontificio consiglio per la famiglia in Vaticano. Ha inoltre preso parte, in qualità di capo-delegazione o membro, alle delegazioni della Santa Sede presso varie conferenze internazionali. 
È stata consigliere di politica estera per il governo e per il Fürst von und zu Liechtenstein come membro dell'Expertenrat fur Aussenpolitik nel 2002-2009, e membro del “Global Agenda Council ” presso il Forum Economico Mondiale di Davos. È membro dell'organo consultivo internazionale di IESE (scuola di amministrazione aziendale di Barcellona), membro del consiglio di amministratori fiduciari del “Social Trends Institute” di New York, membro del consiglio del gruppo di ricerca sulla strategia del Collegio della Difesa svedese e dell'organo consultivo militare della compagnia di difesa SIMRAD Optronics. Ha condotto il programma del Consiglio per le Ricerche norvegese sulle ricerche petrolifere PETROPOL nel periodo 2000-2006. È stata membro della commissione di esperti del governo norvegese sulle direttive etiche per il Fondo Petrolifero nazionale e per la commissione del Ministro degli Affari esteri sulla Norvegia (“Omdømmeutvalget”) nel 2003-2006 e la Commissione nazionale di difesa nel 2006-07. È editorialista di affari esteri per i quotidiani Aftenposten, Ukeavisen Ledelse, Minerva e Fædrelandsvennen. È membro dell'Oslo Militære Samfund (Società Militare di Oslo) e della Agder Vitenskapsakademi (Accademia delle Scienze di Agder). Nel 2007 ha ricevuto il Premio San Benedetto, conferitole dalla Comunità benedettina di Subiaco per l'impegno nella cultura e nella politica europee.
Sposata con Arpad Matlary, MD, Janne ha quattro figli ed è Dama del Sovrano Militare Ordine di Malta.

## Pubblicazioni
- Political Factors in Western European Gas Trade (NUPI rapport). Norsk Utenrikspolitisk Institutt, Oslo 1985. ISBN B0006EOPL0
- Norway's New Interdependence with the European Community: The Political and Economic Implications of Gas Trade. (NUPI rapport). Utenrikspolitisk Institutt, Oslo 1990. ISBN B0006EVW8E
- Energy Policy in the European Union. Palgrave Macmillan, 1997. ISBN 978-0312172954
- Intervention for Human Rights in Europe. Palgrave Macmillan, 2002. ISBN 978-0333794241
- Restaurer les racines chretiennes de la politique europeenne, Sedes Sapientiæ, dicembre 2004
- Values and Weapons: From Humanitarian Intervention to Regime Change? Palgrave Macmillan, 2006. ISBN 978-1403987167
- Faith through Reason. Gracewing Publishing, 2006, ISBN 978-0852440049 Preface by Joseph Ratzinger.
- When Might becomes Human Right: Essays on the Crisis of Rationality and Democracy in Europe, Gracewing Publishers, UK, 2007, edito in italiano, tedesco, spagnolo, ecc.
- The De-Nationalisation of Defence: Convergence and Diversity in Northern Europe, edited by J. H. Matlary and Ø. Østerud, Asghate, UK, 2007
- When Might Becomes Human Right. Gracewing, 2007. ISBN 978-0852440315
- Cannon, Not Canon: The Dynamics of ad bellum Rule Change, in Lang, A. and Beattie, A. (eds.) Rethinking the Rules: Security and Force, St. Andrews University, 2008
- European Union Security Dynamics: In the New National Interest. Palgrave Macmillan, 2009. ISBN 978-0230521889